# Thoma III
Mar Thoma III foi o terceiro bispo metropolitano que foi o 3º Metropolita da Igreja Malankara na Índia por um breve período de 1686 a 1688.

## Introdução
Na costa sudoeste da Índia encontra-se um pequeno estado conhecido como Kerala. Foi aqui no primeiro século que o apóstolo Tomé chegou para pregar o evangelho. Alguns dos judeus e locais tornaram-se seguidores de Jesus de Nazaré. Eles eram conhecidos como povo Malabar Nasrani e sua Igreja como Igreja Malankara. Eles seguiram uma tradição cristã hebraica - siríaca única que incluía vários elementos judaicos e costumes indianos.

## Início da vida
Kuravilangad é uma cidade localizada no distrito Kottayam de Kerala, no sul da Índia. A cidade está situada no Meenachil Taluk, cerca de 22 km ao norte de Kottayam. A família Pakalomattom era uma das famílias mais antigas de Kuravilangad. O terceiro Mar Thoma era desta família. Ele cresceu como um homem de oração.

## Consagração
Mar Thoma II morreu repentinamente em 14 de abril de 1686 e foi enterrado dentro da igreja de Niranam. Os líderes da Igreja Malankara escolheram Mar Thoma III como seu sucessor. Naquela época, Mar Ivanios Hidayuttulla, que chegou a Kerala em 1685, era o único bispo em Malankara. Então Mar Ivanios consagrou Mar Thoma em 1686.

## Administração
A Igreja de Malankara teve um tempo comparativamente pacífico durante seu mandato. Foi nessa época que alguns membros da paróquia de Karingachira se juntaram aos católicos. Mas a maioria deles apoiou Mar Thoma III e rejeitou a autoridade do bispo romano José Sebastani.
Naquela época viajar de um lugar para outro era muito tedioso e era feito principalmente por rio. No entanto, Mar Thoma III tentou visitar o maior número possível de paróquias.

## Últimos dias
Kadampanad é uma terra muito fértil perto de Adoor, no distrito de Pathanamthitta. Os cristãos de lá acreditam que vieram de Nilakkal (um assentamento cristão do primeiro século) e construíram uma igreja em um lugar chamado "Nilakkal Mukal" lá em 325 d.C. conhecida como igreja de São Tomás. Mais tarde foi transferida para a posição atual e recebeu o nome de St. George's Valiyapally. Mais tarde foi renomeada como a Catedral Ortodoxa de São Tomás, Kadampanad e recentemente foi transformada em um centro de peregrinos marthomanos pela Igreja Ortodoxa da Síria.

Foi a esta igreja que Mar Thoma fez uma visita em 1688. Enquanto estava lá, ele teve uma morte súbita em 21 de abril de 1688 e foi enterrado lá. 